# Sweave
Sweave є функцією/підпрограмою мови програмування R, що дозволяє інтегрувати код R  в LaTeX або LyX документи. Sweave був розроблений з метою "... створення динамічних звітів, які оновлюватимуться автоматично, в результаті змін даних або результатів аналізу даних" ..
Аналіз даних відбувається в процесі написання статті (звіту, доповіді), а точніше, на момент компіляції Sweave коду з R в LaTeX. Такий симбіоз дозволяє автоматизувати процес створення і написання публікацій.